# Kojonup (ort)
Kojonup är en ort i Australien. Den ligger i kommunen Kojonup och delstaten Western Australia, omkring 240 kilometer sydost om delstatshuvudstaden Perth. Antalet invånare är 1 257.
Trakten runt Kojonup är nära nog obefolkad, med mindre än två invånare per kvadratkilometer.. Kojonup är det största samhället i trakten.
Trakten runt Kojonup består till största delen av jordbruksmark. Genomsnittlig årsnederbörd är 617 millimeter. Den regnigaste månaden är september, med i genomsnitt 113 mm nederbörd, och den torraste är februari, med 5 mm nederbörd.